# 박원석 (1970년)
박원석(朴元錫, 1970년 2월 22일 ~ )는 대한민국의 사회운동가, 정치인이다. 참여연대의 창립멤버로 18년동안 활동했다. 2012년 총선에서 통합진보당 6순위 비례대표 공천을 받아 국회의원에 당선되었다. 현재 무소속이다.

## 경력
- 참여연대협동사무처장
- 서울친환경무상급식추진운동본부 집행위원장

## 통합진보당탈당
2012년 9월 7일 박원석 의원은 통합진보당에서 제명되었다.

## 국회 본회의필리버스터
2016년 2월 25일, 대테러방지법 직권상정 가결을 막기 위한 필리버스터에 세번째 발언자로 참가하여, 9시간 29분의 발언 기록을 세웠다.

## 전과
- 폭력행위등처벌에관한법률위반, 집회및시위에관한법률위반, 화염병사용등의처벌에관한법률위반: 징역 1년, 집행유예 2년 - 1990년 8월 13일 선고[4]
- 공무집행방해, 특수공무집행방해, 상해: 벌금 10,000,000원 - 2014년 5월 15일 선고[4]
- 일반교통방해, 집회및시위에관한법률위반: 징역 8월, 집행유예 1년 - 2018년 1월 11일 선고[4]

## 역대 선거 결과
|  | 10.30% |

|  | 7.48% |

|  | 7.57% |

## 같이 보기
- 대한민국 제19대 국회의원 선거 통합진보당 후보 목록#비례대표